# Québec Nordiques

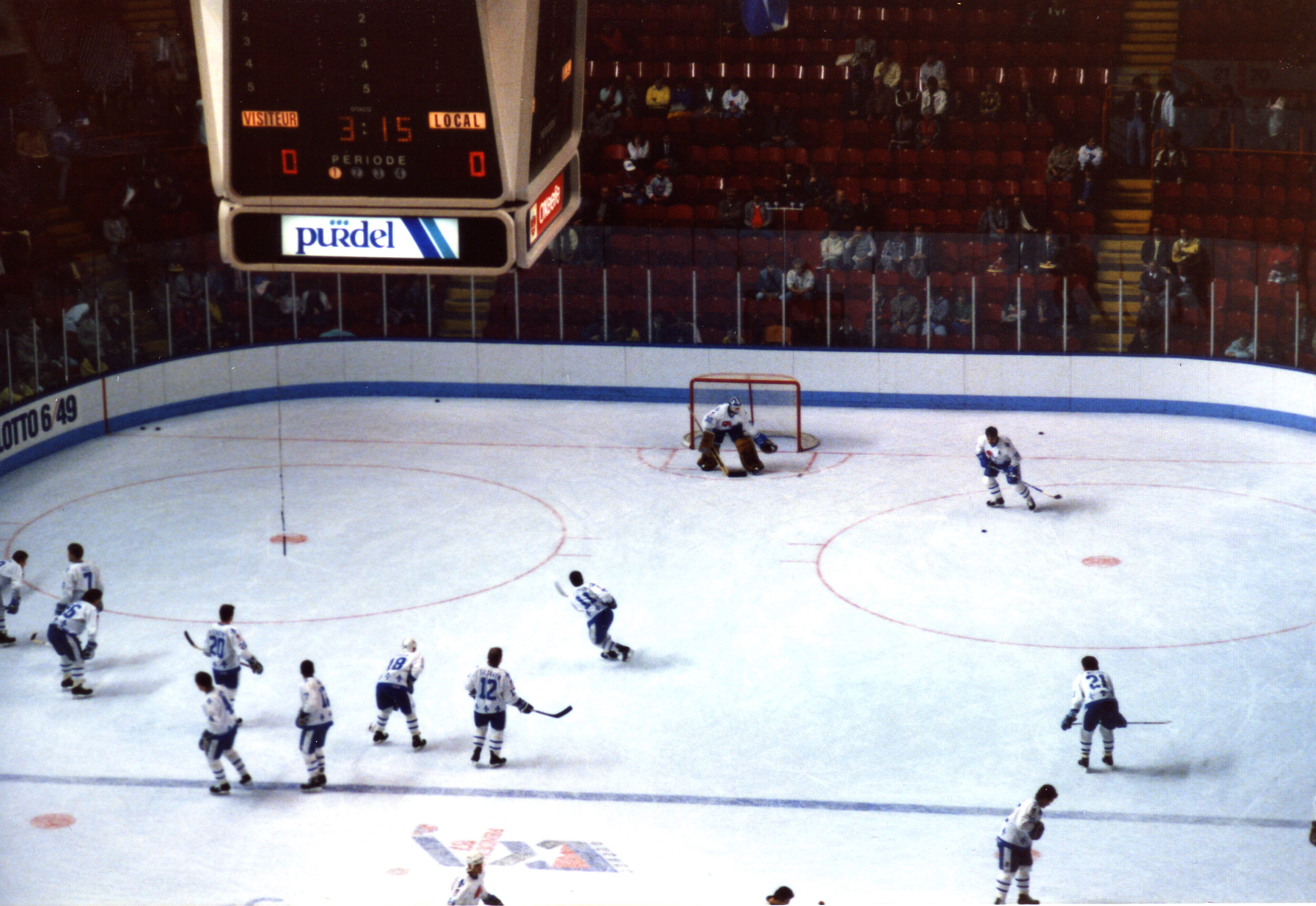
de Québec Nordiques in 1987

De Québec Nordiques was een ijshockeyteam dat speelde in de World Hockey Association en de National Hockey League. De thuisplaats was Quebec, Quebec in Canada en het team was actief van 1972 tot 1995

## World Hockey Association
Oorspronkelijk was de bedoeling dat de franchise naar een stad in Californië ging, maar bij de oprichting van de World Hockey League werd toch besloten dat het team de Québec Nordiques zou heten, naar de sterk noordelijke ligging in Noord-Amerika. De startende coach was Maurice "Rocket" Richard, maar toen de eerste wedstrijd met 2-3 verloren ging nam hij al ontslag. De eerste jaren gingen niet op rolletjes, pas in 1975 haalde de Nordiques de play-offs, om te worden uitgeschakeld door het Houston van Gordie Howe, maar in 1977 wonnen ze wel de titel in de WHA. In 1977 ging de World Hockey Association te gronde en werden de Nordiques samen met Edmonton Oilers, Hartford Whalers en de Winnipeg Jets toegelaten tot de National Hockey League.

## National Hockey League

### Jaren '80
Het eerste jaar in de NHL was rampzalig en de Nordiques eindigden als laatste. Het jaar daarna haalden ze de play-offs, dankzij de drie rookie-broers Stastny. Een jaar later moesten de Nordiques het opnemen tegen rivaal Montreal Canadiens, op Goede Vrijdag liep het uit op de Good Friday Massacre, na de tweede periode ontstond een vechtpartij van een vol uur waarbij zelfs journalisten betrokken waren. Toen de derde periode dan toch maar begon, moest de stadionomroeper eerst alle 180 penaltyminuten oplezen. Toen de spelers en coaches hoorden dat sommige sterspelers het ijs af moesten, ontstond opnieuw een vechtpartij. Uiteindelijk werden er 250 penaltyminuten gegeven, de scheidsrechter stopte de wedstrijd en de Canadiens wonnen, waardoor de Nordiques werden uitschakeld. De jaren hierna waren succesvol voor Quebec, maar goede play-off resultaten werden nooit bereikt. Vanaf 1988 ging het steeds slechter met het team, vijf jaar lang werden de play-offs niet gehaald.

### De Lindrosruil
De slechte prestaties op het ijs, hadden wel een voordeel: de Nordiques hadden vaak de eerste draft pick. Joe Sakic hoorde daar in 1987 niet bij, maar is wel de belangrijkste draft van Quebec geweest. Van 1989 tot 1991 had Quebec de eerste draft keuze, waarbij Mats Sundin, Owen Nolan en Eric Lindros werden gekozen. Aangezien de Nordiques slecht bleven spelen, waarschuwde Lindros Quebec hem niet te kiezen, wat negeerd werd. Lindros weigerde het shirt aan te trekken op de presentatie en weigerde te spelen. Uiteindelijk werd hij geruild naar de Philadelphia Flyers voor Mike Ricci, Ron Hextall, Kerry Huffman, Steve Duchesne (hij was uitgeroepen tot beste verdediger van de Flyers van het jaar daarvoor), Chris Simon, twee eerste ronde draft picks, 15 miljoen dollar en, niet te vergeten, Peter Forsberg. De twee draft picks die Quebec kreeg, werd onder ander gebruikt voor Jocelyn Thibault. Hextall werd datzelfde seizoen al geruild naar de New York Islanders voor twee draft picks, die gebruikt werden voor Alex Tanguay en Adam Deadmarsh. De Lindrosruil zou de boeken ingaan als de meest eenzijdige ijshockeyruil aller tijden, waarschijnlijk zelfs van alle sporten. Later werd gezegd dat niemand zelfs akkoord zou zijn gegaan voor een ruil tussen Lindros en alleen Forsberg, hoewel Lindros een mooie carrière heeft gehad. Later zou Thibault worden geruild voor Patrick Roy.

### Denver
In het seizoen 1995/96, het eerste seizoen van Forsberg, eindigde de Nordiques als eerste in de Eastern Conference, maar er was weer geen play-offsucces. Dit leek de genadeklap voor het financieel slechtstaande team, waarna de Québec Nordiques verkocht werd aan een groep investeerders en verhuisde naar Denver, Colorado en veranderde in de Colorado Avalanche. Daar won het team, indirect dankzij Eric Lindros, twee keer de Stanley Cup. De inwoners van Quebec zagen de Avalanche nog steeds als hun team, dus de spelers hielden ook een zegetocht door Quebec.

## Bekende spelers
- Joe Sakic
- Peter Forsberg
- Mats Sundin
- Eric Lindros
- Owen Nolan
- Adam Deadmarsh
- Chris Simon
- Mike Ricci
- Ron Hextall

Eastern Conference
Western Conference